# Озани
Озани (фр. Osani, корс. Osani) — коммуна во Франции, находится в регионе Корсика. Департамент коммуны — Южная Корсика. Входит в состав кантона Севи-Сорру-Чинарка. Округ коммуны — Аяччо.
Код INSEE коммуны — 2A197.

## Население
Население коммуны на 2008 год составляло 108 человек.
| 1962 | 1968 | 1975 | 1982 | 1990 | 1999 | 2008 |
| ---- | ---- | ---- | ---- | ---- | ---- | ---- |
| 178  | 184  | 175  | 121  | 103  | 90   | 108  |

## Экономика

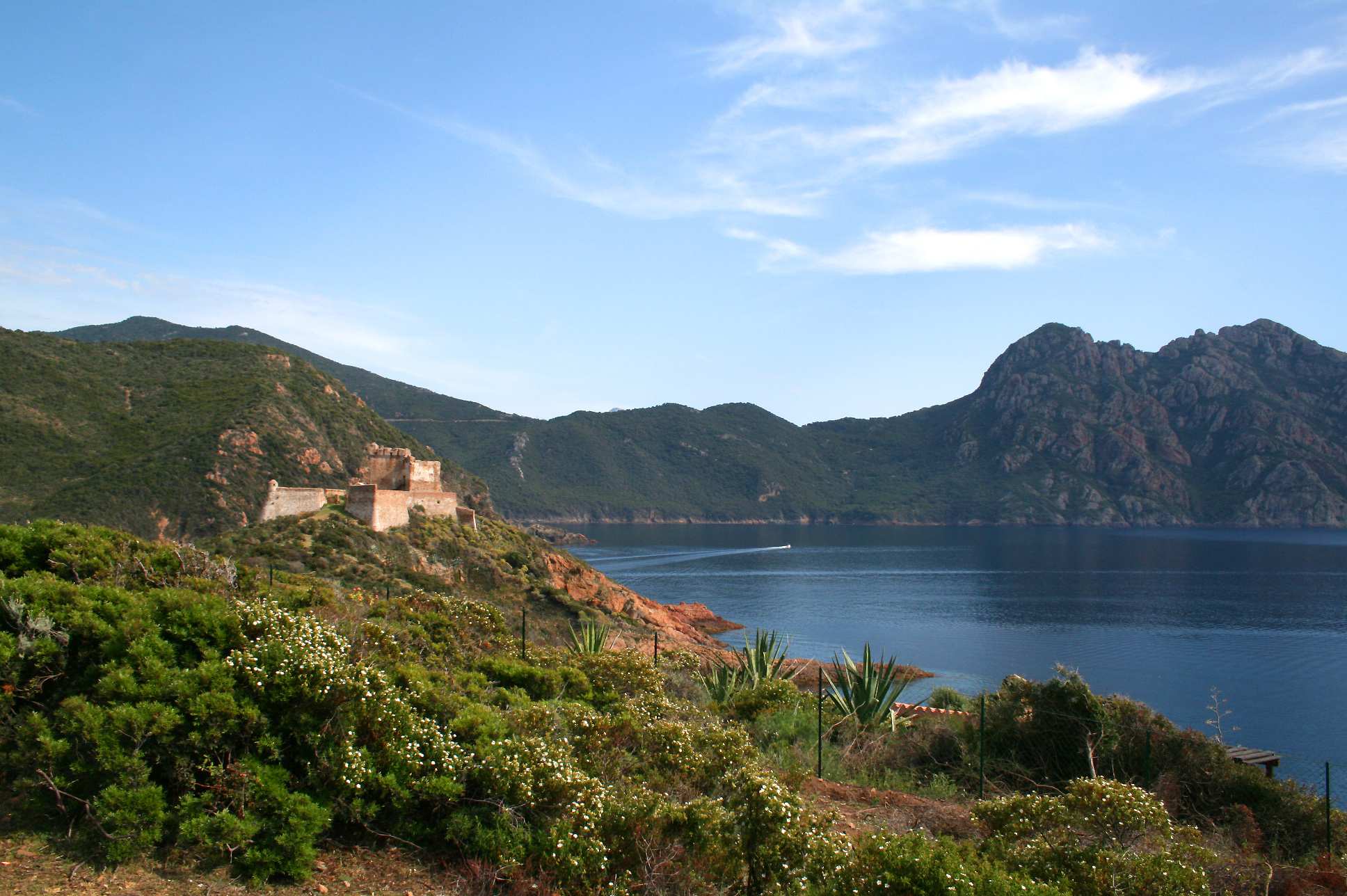
Генуэзская крепость и залив Джиролата

В 2007 году среди 62 человек в трудоспособном возрасте (15—64 лет) 44 были экономически активными, 18 — неактивными (показатель активности — 71,0 %, в 1999 году было 71,7 %). Из 44 активных работали 36 человек (24 мужчины и 12 женщин), безработных было 8 (4 мужчины и 4 женщины). Среди 18 неактивных 4 человека были учениками или студентами, 4 — пенсионерами, 10 были неактивными по другим причинам.